# القاسم بن عبيد الله
القاسم بن عبيد الله‌ بن سليمان بن وهب بن سعيد الحارثي (؟-ذو القعدة 291 هـ)، وزير عباسي، تولى الوزارة بعد وفاة والدهِ عام 288 هـ، كوزير للخليفة المعتضد بالله، وبعدهُ للخليفة المكتفي بالله. قال ابن النجار: «أخذ البيعة للمكتفي، وكان غائبا بالرقة، وضبط لهُ الخزائن، فلقبه ولي الدولة، وزوج ولده بابنة القاسم على مائة ألف دينار ... كان جوادا ممدحا، إلا أنه كان زنديقا، وكان مؤدبه أبو إسحاق الزجاج فنال في دولته مالا جزيلا من الرشوة، فحصل أربعين ألف دينار».
ينحدر القاسم بن عبيد الله بن سليمان من بني وهب، وهي عائلة من نصارى العراق خدم في بيوت الخلافة منذ أواخر عصر الدولة الأموية، وكان عبيد الله ابن الوزراء وحفيدهم. كما قد خدم نائباً لوالدهِ عبيد الله بن سليمان في الوزارة التي دامت عقداً من الزمان، ثم خلفه بعد وفاته.
لم يكن القاسم بن عبيد الله محبوباً لدى العامة، فقد كان -بالإضافة لفسادهِ المالي- سفاكاً للدماء، وقد شمت الناس بهِ عند موته، ومما يروى من الشعر الذي قيل في موتهِ: